# YouPorn
YouPorn — один з найпопулярніших порносайтів у світі. За даними статистичної компанії Alexa Internet, YouPorn належить до 200 найвідвідуваніших сайтів світу; станом за січень 2016 займає 174 місце. Мови сайту: англійська, німецька, іспанська, італійська, французька, нідерландська, польська, турецька, російська.